# Comunidad de comunas del País de Hasparren
La Comunidad de comunas del País de Hasparren (Communauté de comunes du Pays d'Hasparren en francés) es una estructura intercomunal francesa situada en el departamento francés de Pirineos Atlánticos de la región de Aquitania.

## Historia
Fue creada el 1 de enero de 1995 con la unión de seis de las siete comunas del antiguo cantón de Hasparren, cuatro de las cinco comunas del antiguo cantón de La Bastide-Clairence y una de los catorce comunas del cantón de Iholdy, y que actualmente pertenecen dos al cantón de Baïgura y Mondarrain, ocho al cantón de País de Bidache, Amikuze y Ostibarre y uno al cantón de Nive-Adour.

## Nombre
Debe su nombre a que las once comunas se hallan en el área de influencia de la comuna de Hasparren

## Composición
La Comunidad de comunas reagrupa 11 comunas:
| Comuna                  | Código INSEE | Cantón                               | Población (2012) | Superficie (ha) | Densidad (hab./km²) |
| ----------------------- | ------------ | ------------------------------------ | ---------------- | --------------- | ------------------- |
| Ayherre                 | 64256        | País de Bidache, Amikuze y Ostibarre | 992              | 77,01           | 80                  |
| Bonloc                  | 64134        | País de Bidache, Amikuze y Ostibarre | 370              | 1,02            | 363                 |
| Briscous                | 64147        | Nive-Adour                           | 2642             | 31,29           | 84                  |
| Hasparren               | 64256        | Baïgura y Mondarrain                 | 6160             | 77,01           | 80                  |
| Hélette                 | 64259        | País de Bidache, Amikuze y Ostibarre | 749              | 23,45           | 32                  |
| Hasparren               | 64256        | Baïgura y Mondarrain                 | 6160             | 77,01           | 80                  |
| Hélette                 | 64259        | País de Bidache, Amikuze y Ostibarre | 749              | 23,45           | 32                  |
| Isturits                | 64277        | País de Bidache, Amikuze y Ostibarre | 467              | 13,60           | 34                  |
| La Bastide-Clairence    | 64289        | Baïgura y Mondarrain                 | 1018             | 23,39           | 44                  |
| Macaye                  | 64364        | Baïgura y Mondarrain                 | 542              | 19,75           | 27                  |
| Mendionde               | 64377        | País de Bidache, Amikuze y Ostibarre | 834              | 21,47           | 39                  |
| Saint-Esteben           | 64476        | País de Bidache, Amikuze y Ostibarre | 450              | 13,71           | 33                  |
| Saint-Martin-d'Arberoue | 64489        | País de Bidache, Amikuze y Ostibarre | 329              | 14,69           | 22                  |

## Competencias
La comunidad es un organismo público de cooperación intercomunal.
Sus recursos provienen del impuesto sobre los rendimientos del trabajo único, del sistema de contribuciones que se aplica a los residuos y asignaciones y subvenciones de diversos socios.
Sus competencias en general se centran en el desarrollo económico, medio ambiental, de empleo y los servicios comunitarios a los habitantes:
- Ordenación del Territorio
  - Plan de Coherencia Territorial (SCOT, en francés) (a título obligatorio).
  - Plan Sectorial (a título obligatorio).
- Desarrollo y organización económica
  - Acción de desarrollo económico de las actividades industriales, comerciales o de empleo, (apoyo de las actividades agrícolas y forestales...) (a título obligatorio).
  - Creación, organización, mantenimiento y gestión de zonas de actividades industriales, comerciales, terciario, artesanal o turístico (a título obligatorio).
- Desarrollo y organización social y cultural
  - Actividades culturales y socioculturales (a título facultativo).
  - Actividades deportivas (a título facultativo).
  - Construcción y/u organización, mantenimiento, gestión de equipamientos o establecimientos culturales, socioculturales, socioeducativos, deportivos… (a título optativo).
  - Transporte escolar (a título facultativo).
- Medio ambiente
  - Saneamiento no colectivo (a título facultativo).
  - Recogida y tratamiento de los residuos urbanos y asimilados (a título optativo).
  - Protección y valorización del Medio Ambiente (a título optativo).
- Vivienda y hábitat
  - Programa local del hábitat (a título optativo).
- Servicio de vías públicas
  - Creación, organización y mantenimiento del servicio de vías públicas (a título optativo).
- Otros
  - Adquisición comunal de material (a título facultativo).
  - Informática, Talleres vecinales (a título facultativo).